# Chaimae El Hayti
Chaimae El Hayti, née le 8 mai 2001, est une karatéka marocaine.

## Carrière
Elle obtient la médaille d'argent en kumite individuel des moins de 50 kg lors des Championnats du monde des moins de 21 ans 2019 à Santiago. 
Dans cette même catégorie, elle est médaillée de bronze aux Jeux méditerranéens de 2022 à Oran puis médaillée d'or aux Jeux de la solidarité islamique à Konya.
Elle est médaillée d'argent en kumite par équipes lors des Championnats d'Afrique 2022 à Durban.
Elle obtient la médaille d'argent en kumite individuel des moins de 50 kg aux Jeux panarabes de 2023 à Alger ainsi qu'aux Championnats d'Afrique 2023 à Casablanca.
En mars 2024, elle est médaillée de bronze en kumite individuel des moins de 55 kg et médaillée de bronze en kumite par équipes aux Jeux africains à Accra.
Elle est médaillée de bronze en kumite individuel des moins de 55 kg lors des Championnats d'Afrique 2025 à Abuja.